# Світлицька Олександра Яківна
Олександра Яківна Світлицька (нар. 20 серпня 1971, Алмати, Казахська РСР — пом. 23 січня 2019, Алмати, Казахстан) — радянська, російська та казахська футболістка, майстер спорту з футболу міжнародного класу. П'ятиразова чемпіонка Росії і триразова — Казахстану, гравчиня національної збірної Росії.

## Життєпис
Вихованка казахстанського футболу. У 1989 році закінчила дворічне Алматинское училище олімпійського резерву ім. Х.Мунайтпасова за фахом тренер зі спорту й поступила в Казахський інститут фізичної культури, закінчила в 1993 році — викладач фізкультури-тренер.
Грала в знаменитому казахстанському клубі «Мерей». Команда заснована в 1988 році в Алмаати на базі Казахського державного інституту фізичної культури. При розпаді Радянського Союзу команда перебралася спочатку в Тольятті, а потім в Самару, перейменувавшись у футбольний клуб ЦСК ВПС. І в Першому чемпіонаті Росії 1992 році Світлицька виграла з командою срібні медалі. У наступні роки стала триразовою чемпіонкою Росії (1993-1994 і 1996) і неодноразовим призером першості та володарем Кубку Росії. У 1992-2000 років провела за ЦСК ВПС 175 матчів у ЧР забила 56 м'ячів .
У 2002-2003 знову двічі завоювала чемпіонське звання в рядах воронезької «Енергії».
10 років грала за національну збірну Росії. Найкраще досягнення — два виходи в чвертьфінали чемпіонату світу 1999 і чемпіонату світу 2003, обидва проходили в США.
З 2005 по 2007 років — капітан й неодноразова чемпіонка Казахстану та володарка Кубку країни в складі команди «Алма-КТЖ» (Алмати), яка була основою збірної країни. У 2008 році команда переїхала в Шимкент і перейменувалася в «БІІК-Казигурт».
Після закінчення кар'єри працювала тренером жіночої футбольної команди «СШВСМ-Барис» (Алмати) та збірної Казахстану, пізніше тренером з футболу в спортивному клубі WL ENERGY при Алматинському Університеті Енергетики та Зв'язки, потім тренером з бодібілдингу та пауерліфтингу в Центрі здоров'я Emnika.
Останні роки довго лікувалася від онкологічної хвороби й раптово померла в Алмати 23 січня 2019 року.

## Досягнення

### Титульні
- Чемпіонат Росії
  -  Чемпіон (5): 1993, 1994, 1996, 2002, 2003
  -  Срібний призер (4): 1992, 1995, 1997, 1998
  -  Бронзовий призер (1): 1999

- Кубок Росії
  -  Володар (1): 1994
  -  Фіналіст (3): 1995, 1996, 2003

- Чемпіонат Казахстану
  -  Чемпіон (3): 2005, 2006, 2007

- Кубок Співдружності
  -  Чемпіон (1): 1996

### Особисті
- Включалася в список «33 найкращих футболісток Росії за підсумками сезону» (9): 1993, 1994, 1995, 1996, 1997, 1999, 2000, 2001, 2002;
- У складі збірної Росії брала участь: у чемпіонаті Европи 1997 (3 матчі), чемпіонаті світу 1999 (3 матчі), чемпіонаті Европи 2001 (3 матчі і 1 гол) і чемпіонаті світу 2003 (3 матчі);
- у складі збірної Росії брала участь в 2 матчах (вдома і в гостях) стадії ¼ фіналу (найвище досягнення збірної  Росії) чемпіонату Європи 1995 року.